# تاتيانا دانيلوفا
تاتيانا دانيلوفا (بالروسية: Татьяна Сергеевна Данилова)‏ هي متزلجة فنية روسية، ولدت في 25 نوفمبر 1993 في موسكو في روسيا.

## وصلات خارجية
- تاتيانا دانيلوفا على موقع الاتحاد الدولي للتزلج (الإنجليزية)
- تاتيانا دانيلوفا على موقع الاتحاد الدولي للتزلج (الإنجليزية)